# Ivan Katalinić
Ivan Katalinić (* 17. května 1951, Trogir) je bývalý jugoslávský fotbalový brankář chorvatské národnosti. Po skončení aktivní kariéry působil jako trenér.

## Fotbalová kariéra
Začínal v týmu HNK Trogir.
V jugoslávské lize hrál za Hajduk Split, se kterým vyhrál třikrát ligu a pětkrát pohár. V letech 1980-1982 hrál v Anglii za Southampton FC, za který nastoupil ve 48 ligových utkáních. V Poháru mistrů evropských zemí nastoupil v 5 utkáních, v Poháru vítězů pohárů nastoupil v 10 utkáních a v Poháru UEFA nastoupil ve 2 utkáních. Celkem za reprezentaci Jugoslávie nastoupil v letech 1977-1978 ve 13 utkáních. 

## Ligová bilance
| Ročník                          | Zápasy | Góly | Klub           |
| ------------------------------- | ------ | ---- | -------------- |
| Jugoslávská Prva liga 1971/1972 | 1      | 0    | Hajduk Split   |
| Jugoslávská Prva liga 1972/1973 | 8      | 0    | Hajduk Split   |
| Jugoslávská Prva liga 1973/1974 | 2      | 0    | Hajduk Split   |
| Jugoslávská Prva liga 1974/1975 | 13     | 0    | Hajduk Split   |
| Jugoslávská Prva liga 1975/1976 | 31     | 0    | Hajduk Split   |
| Jugoslávská Prva liga 1976/1977 | 32     | 0    | Hajduk Split   |
| Jugoslávská Prva liga 1977/1978 | 31     | 0    | Hajduk Split   |
| Jugoslávská Prva liga 1978/1979 | 1      | 0    | Hajduk Split   |
| Jugoslávská Prva liga 1979/1980 | 3      | 0    | Hajduk Split   |
| Premier League 1979/1980        | 4      | 0    | Southampton FC |
| Premier League 1980/1981        | 12     | 0    | Southampton FC |
| Premier League 1981/1982        | 32     | 0    | Southampton FC |
| Premier League 1982/1983        | 0      | 0    | Southampton FC |
| CELKEM 1. jugoslávská liga      | 122    | 0    |                |
| CELKEM Premier League           | 48     | 0    |                |